# Персія
30° пн. ш. 52° сх. д. / 30° пн. ш. 52° сх. д.
Пе́рсія — історичний регіон у південному Ірані, що асоціюється із сучасним Іраном; офіційна назва країни у західноєвропейських державах до 1935.
Термін Персія використовувався протягом століть і походить від назви регіону на півдні Ірану, відомому як Персіс, інакше Pārs або Parsa, сучасний остан (провінція) Фарс. Використання цієї назви було поступово розповсюджене давніми греками та іншими народами, що мали зв'язки з Іранським плато. Самі мешканці цього регіону традиційно називали свою країну Іраном, «Землею Аріїв».
Назва «Персія» іноді вживається щодо Ірану.

## Опис

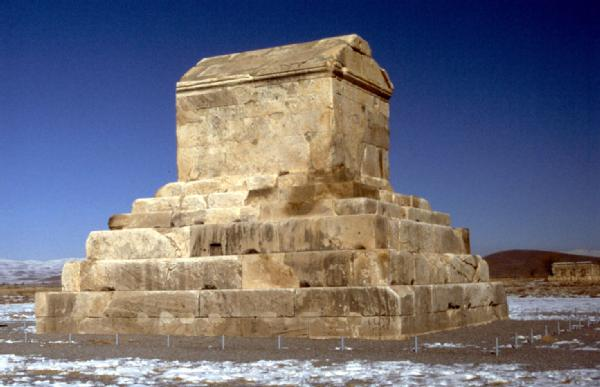
Пам'ятник-могила Кіра Великого

В старовину Персія була центром однієї із найвеличніших в історії імперій, яка простяглася від Єгипту до річки Інд. До її складу увійшли всі попередні імперії — єгиптян, вавилонян, ассирійців і хетів. Пізніше імперія Александра Македонського майже не включала територій, які б до цього не належали персам.
З моменту виникнення в VI столітті до н. е. і до завоювання Александром Македонським в IV столітті до н. е. протягом двох з половиною століть Персія посідала панівне становище в Стародавньому світі.
Грецьке панування тривало приблизно сто років, і після його падіння перська держава розрослась при двох місцевих династіях: Аршакідів (Парфянське царство) і Сасанідів (Новоперське царство). Понад сім століть вони були суперниками спочатку Римської імперії, а потім Візантійської імперії.
У VII столітті держава Сасанідів була підкорена ісламськими завойовниками.

## Географія
Землі, заселені давніми персами, лише приблизно збігаються з кордонами сучасного Ірану. В давні часи таких кордонів не існувало. В певні періоди перські царі були володарями більшої частини відомого тоді світу, а в інші часи головні міста імперії перебували в Месопотамії, на захід від власне Персії, іноді вся територія царства була поділеною між місцевими правителями, що ворогували між собою.

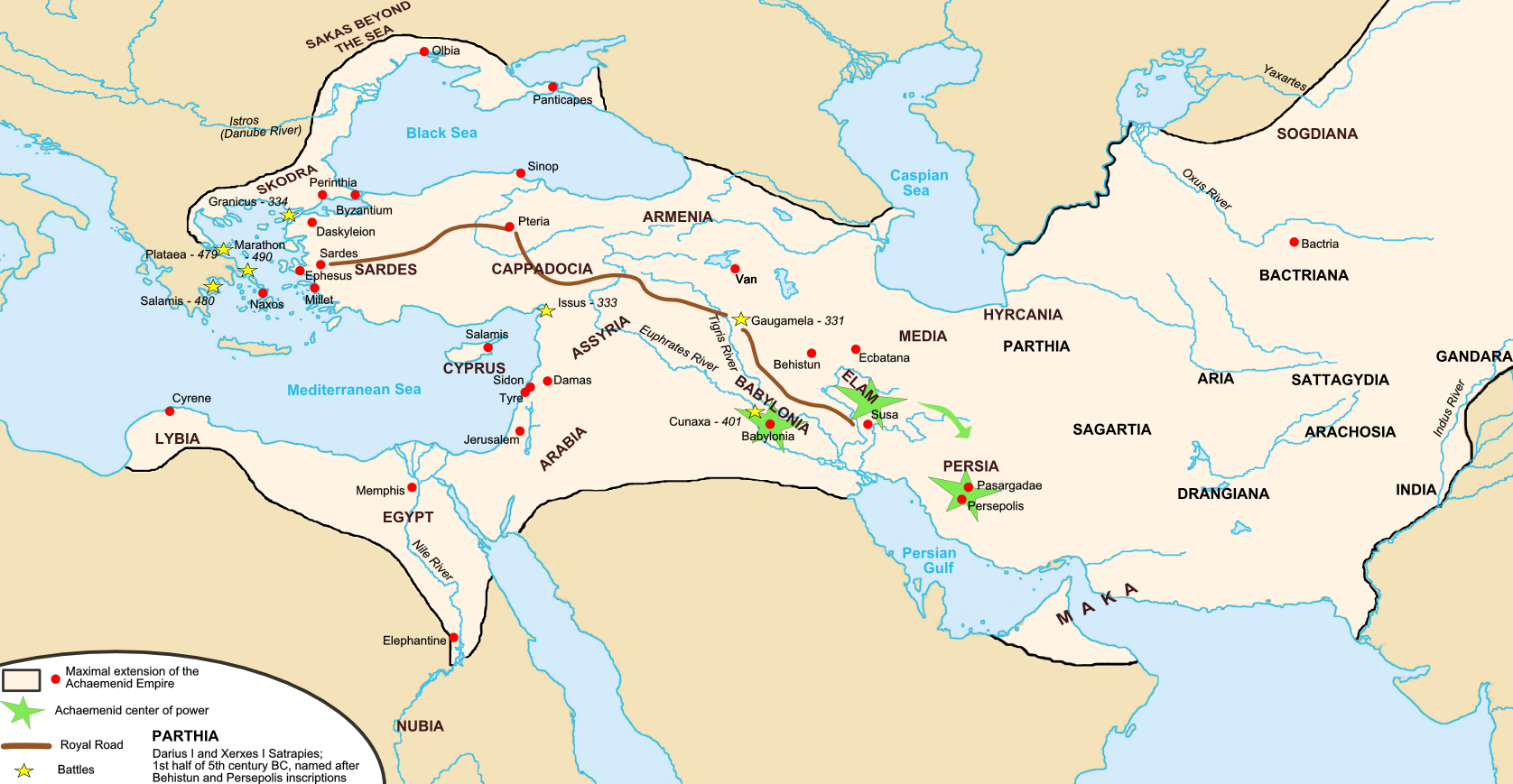
Імперія Ахеменідів у часи розквіту

Значна частина території Персії — високе посушливе плоскогір'я (1200 м), яке перетинають гірські хребти з окремими вершинами, що досягають висоти 5500 м. На заході і півночі розташовані гірські масиви Загрос і Ельбурс, які обрамляють плоскогір'я у вигляді букви V, залишаючи його відкритим на схід. Західні і північні кордони плоскогір'я приблизно збігаються з нинішніми кордонами Ірану, але на сході воно виходить за межі країни, на частину територій сучасних Афганістану та Пакистану. Від плато ізольовані три території: узбережжя Каспійського моря, узбережжя Перської затоки і південно-західні рівнини, що становлять східне продовження Месопотамської низовини.
Безпосередньо на захід від Персії розташована Месопотамія, батьківщина найдавніших світових цивілізацій. Месопотамські держави Шумер, Вавилонія і Ассирія мали значний вплив на ранню культуру Персії. І хоча перські завоювання завершились через майже три тисячі років після розквіту Месопотамії, Персія багато в чому стала спадкоємицею месопотамської цивілізації. Більшість найважливіших міст Перської імперії були розташовані в Месопотамії, а перська історія значною мірою продовжує месопотамську історію.
Персія лежить на шляхах найбільш ранніх переселень із Центральної Азії. Повільно просуваючись на захід, переселенці оминали північний край Гіндукуша в Афганістані і повертали на південь і захід, де через більш доступні райони Хорасану, на південний схід від Каспійського моря потрапляли на Іранське нагір'я на південь від гір Ельбурс. Століття потому паралельно ранньому маршруту пролягла головна торгова артерія, що зв'язувала Далекий Схід і Середземномор'я та забезпечувала керування імперією і переміщення військ. На західному кінці плоскогір'я вона спускалась на рівнини Месопотамії. Інші важливі шляхи зв'язували південно-східні рівнини через гори з власне плоскогір'ям.
Збоку від кількох головних доріг довгими і вузькими гірським долинам були розкидані поселення тисяч сільськогосподарських громад. Вони вели натуральне господарство, внаслідок ізольованості від сусідів багато з них залишались осторонь війн і навал та протягом багатьох століть зберігали культуру, притаманну стародавній Персії.

## Історія

### Стародавній Іран

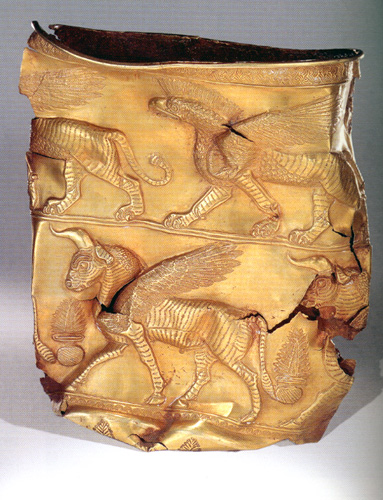
Золотий кубок в Національному музеї Ірану (перша половина I тис. до н. е.

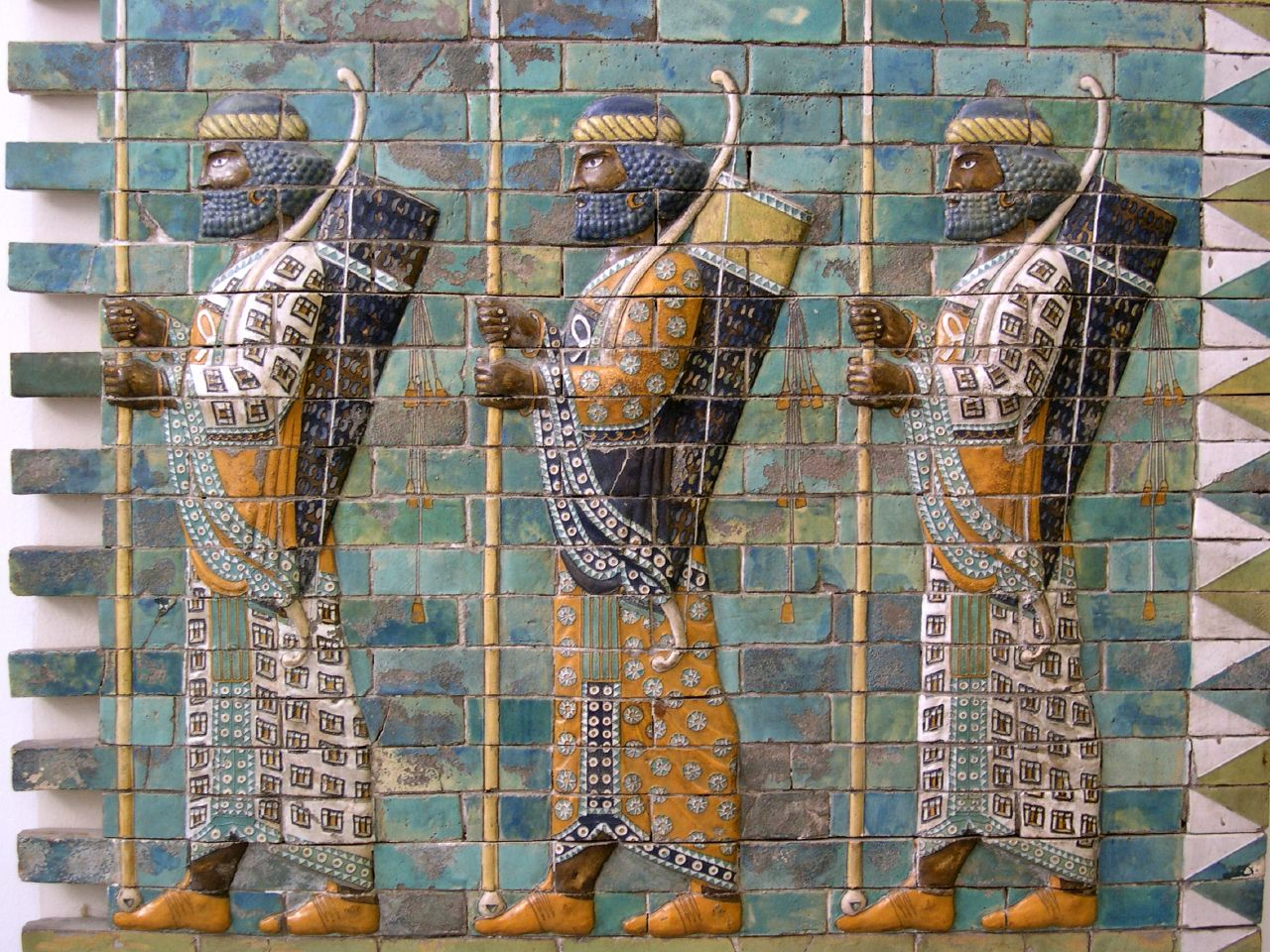
Безсмертні солдати в палаці Дарія в Сузі

Найдавніші мешканці Ірану мали інше походження, ніж перси і споріднені народи, які створили цивілізації на Іранському плоскогір'ї, а також семіти і шумери, цивілізації яких виникли в Месопотамії. При розкопках в печерах поблизу південного узбережжя Каспійського моря були виявлені скелети людей, датовані VIII тисячоліттям до н. е. На північному заході Ірану, в містечку Гей-Тепе, були виявлені черепа людей, що жили в III тис. до н. е.
Вчені запропонували назвати корінне населення каспіями, що вказує на географічний зв'язок з народами, що заселяли Кавказькі гори на захід від Каспійського моря. Кавказькі племена мігрували до південніших районів, в межах плоскогір'я. «Каспійський» тип, очевидно, зберігся в надто ослабленому вигляді серед кочових племен лурів у сучасному Ірані.
Для археології Середнього Сходу центральним питанням є датування виникнення тут сільськогосподарських поселень. Пам'ятники матеріальної культури й інші свідчення, знайдені в каспійських печерах, говорять про те, що племена, які заселяли регіон з VIII до V тисячоліття до н. е. займались переважно мисливством, потім перейшли до скотарства, яке, в свою чергу, близько IV тис. до н. е. змінилось землеробством. Постійні поселення з'явились в західній частині плоскогір'я до III тис. до н. е., імовірно — в V тис. до н. е. До головних поселень можна зарахувати Сіалк, Гей-Тепе, Гіссар, але найбільшими були Сузи, які стали згодом столицею перської держави. В цих невеличких поселеннях вздовж вузьких заплутаних вулиць тіснились одна до одної глиняні хатинки. Померлих ховали або під підлогою будинку, або на цвинтарі в скорченій позі. Реконструкція життя стародавніх мешканців плоскогір'я здійснювалася на основі вивчення начиння, знарядь праці і прикрас, які містились в могилах, щоб забезпечити покійного всім необхідним для загробного життя.
Розвиток культури в доісторичному Ірані проходив поступово протягом багатьох століть. Як і в Месопотамії, тут почали будувати цегляні будинки великих розмірів, виготовляти предмети з литої міді, а потім і з литої бронзи. З'явились печатки з каменю з вирізаними малюнками, які свідчили про виникнення приватної власності. Знайдені великі глечики для зберігання продуктів дозволяють припустити, що на період між врожаями робились запаси. Серед знахідок всіх періодів зустрічаються статуетки богині-матері, що часто зображалася з особою чоловічої статі, яка була їй одночасно і чоловіком і сином.
Найбільш примітним є величезна різноманітність розписних глиняних виробів, стінки деяких з них не товстіше шкаралупи курячого яйця. Зображені в профіль фігури птиці і тварин свідчать про талант доісторичних ремісників. На деяких глиняних виробах зображена людина, яка зайнята мисливством або здійснює якісь ритуали. Близько 1200—800 років до н. е. розписна кераміка змінюється однотонною — червоною, чорною або сірою, що пояснюють вторгненням племен з не встановлених регіонів. Кераміка такого типу була знайдена далеко від Ірану — в Китаї.

### Рання історія
Історична епоха починається на Іранському плоскогір'ї наприкінці IV тис. до н. е. Більша частина відомостей про нащадків стародавніх племен, що жили на східних кордонах Месопотамії, в горах Загросу, взята з месопотамських літописів (Про племена, що населяли центральні і східні райони Іранського плоскогір'я, в літописах жодних відомостей немає, бо вони не мали зв'язків з месопотамськими царствами). Найбільшим народом, що заселяв Загрос, були еламіти, що захопили стародавнє місто Сузи, розташоване на рівнині біля підніжжя Загросу, і заснували там могутню і успішну державу Елам. Еламські літописи почали складати приблизно 3000 р. до н. е. і продовжували записи дві тисячі років. Далі на північ жили касити, варварські племена кіннотників, які до середини II тис. до н. е. завоювали Вавилонію. Касити сприйняли цивілізацію вавилонян і правили Південною Месопотамією кілька століть. Менш значними були племена Північного Загросу, лулубеї і гутії, що мешкали в районі, де великий трансазійський шлях спускався від західної частини Іранського плоскогір'я на рівнину.

### Нашестя аріїв і Мідійське царство
Починаючи з II тис. до н. е. на Іранське плоскогір'я одна за одною приходили хвилі навал племен із Центральної Азії. Це були арії, індоіранські племена, що розмовляли діалектами, які були прамовами сучасних мов Іранського плоскогір'я і Північної Індії. Вони дали Ірану його назву («батьківщина аріїв»). Перша хвиля завойовників накотилась приблизно 1500 року до н. е. Одна група аріїв оселилась на заході Іранського плоскогір'я, де заснувала державу Міттані, друга група — на півдні серед каситів. Однак основний потік аріїв проминув Іран, повернув різко на південь, перевалив через Гіндукуш і вдерся до Північної Індії.
На початку I тис. до н. е. тим же шляхом на Іранське плоскогір'я прибула друга хвиля прибульців, власне іранських племен, причому більш чисельна. Частина іранських племен — согдійці, скіфи, саки, парфяни і бактрійці — зберегли кочовий спосіб життя, інші пішли за межі плоскогір'я, але два племені, мідяни і перси (парса), влаштувались в долинах хребта Загрос, змішались з місцевим населенням і сприйняли їхні політичні, релігійні і культурні традиції. Мідяни осіли в околицях Екбатани (сучасний Хамадан). Перси розселились трохи південніше, на рівнинах Елама і в гірському районі, що прилягає до Перської затоки, яка пізніше отримала назву Персида (Парса або Фарс). Можливо, першопочатково перси влаштувалися на південному заході від мідян, західніше озера Резайє (Урмія), і лише потім перемістились на південь під тиском Ассирії, що переживала тоді пік своєї могутності. На деяких ассирійських барельєфах 9 та 8 ст. до н. е. зображені битви з мідянами і персами.

Лідія, Єгипет, Мідія та Нововавилонське царство до часу створення Імперії Ахеменідів

Поступово набирало силу Мідійське царство зі столицею в Екбатані. В 612 до н. е. мідійський цар Кіаксар (правив з 625 до 585 р. до н. е.) уклав союз з Вавилонією, захопив Ніневію і знищив ассирійську державу. Мідійське царство простиралось від Малої Азії (сучасна Туреччина) майже до річки Інд. Протягом одного царювання Мідія з маленького князівства-данника перетворилось в найсильнішу державу Середнього Сходу.

### Перська державаАхеменідів

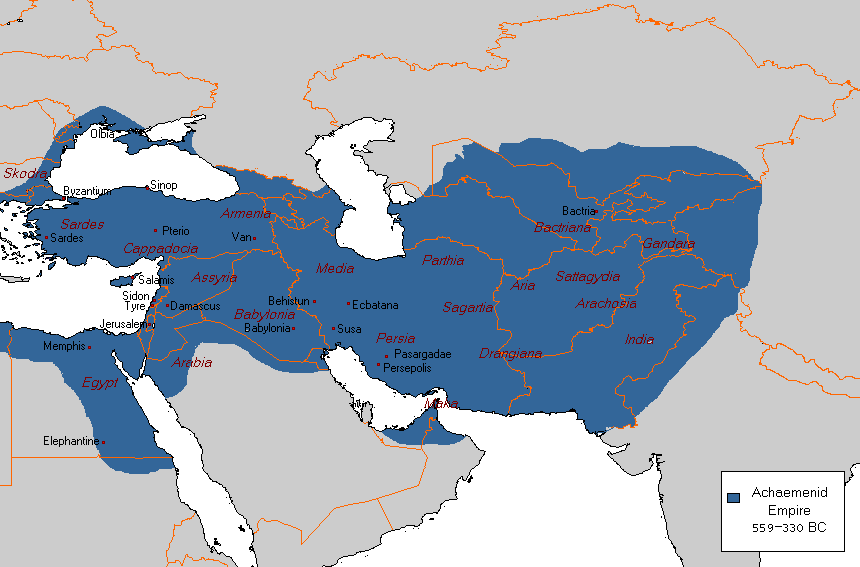
Імперія Ахеменідів

#### Кір Великий
Після того, як перси допомогли мідійцям у встановленні влади, Куруш, перський правитель, який згодом став відомий як Кір Великий, взяв на себе правління над мідійцями в середині VI століття до нашої ери. За короткий термін Кір розширив свої володіння від Елама до Мідії на захід і північ. Він вдерся до Малої Азії і, завоювавши лідійців, утворив велику Перську імперію, яка довгий час була під владою його нащадків — Ахеменідів.
Кір захопив Екбатану, ставку мідійських правителів. Водночас він зберіг свою перську столицю в Сузах, облаштовуючи і прикрашаючи свою нову резиденцію в Пасаргадах. У XXI столітті Екбатана похована під сучасним містом Хамадан, водночас Пасаргади, розташовані за 130 км на північний схід від Ширазу, залишається найбільш відвідуваним містом країни.

#### Камбіз II
Після смерті Кіра престол посів його син Камбіз, при цьому в країні почалася смута. Окремі країни, підкорені Кіром, але не міцно пов'язані з Персією, скористалися смертю завойовника і відпали. Камбізу довелося витратити багато зусиль, щоб їх упокорити. Кінець царювання Камбіза був ознаменований великими повстаннями. Скориставшись тривалим перебуванням Камбіза в Єгипті і, можливо, його невдалим походом в Ефіопію, один з мідійських жерців на ім'я Гаумата, який видавав себе за брата перського царя, підняв повстання проти Камбіза. Швидко створене велике Перське царство стало швидко розпадатися, оскільки було дуже неміцним державним утворенням, позбавленим внутрішньої економічної єдності. Почалася громадянська війна.

#### Дарій І Великий
Після смерті Камбіза новий претендент, Дарій І, який походив з іншої лінії Ахеменідів, висунув свої права на трон. Після того, як вляглося безладдя і опір був придушений, він перетворив управління імперією на централізовану систему, яка відрізнялася своєю організованістю і дієвістю. Дарій був видатною особистістю, він розширив імперію до неосяжних меж, і першим кинув виклик грекам, наказавши нащадкам продовжувати його справу.
Палацова площа Персеполісу, який Дарій спорудив на монументальній терасі, вирубаній в природній скельній основі гори Рахмат у Фарсі біля Ширазу, справляє яскраве враження своєю імперською грандіозністю, особливо, барельєфами, що зображають підданих, які несуть дорогоцінні посудини як дари до підніжжя царського трону. Персеполіс став загальнодержавним культовим центром для урочистого святкування навесні іранського Нового року — Новруза і коронації монархів. Дарій заснував централізоване управління, що підтримувалася складною і налагодженою системою сполучення і зв'язку.
Перси були першим давнім народом, що використав коня раціонально і ефективно для транспортування і зв'язку. Дарій також розширив і продовжив політику Кіра, направлену на заохочення і розвиток культури численних народів імперії, що дозволяє людям поклонятися різним богам поки вони не суперечать потребам і вимогам панівної влади. Незважаючи на цю терпимість, єгиптяни, лідійці і вавилоняни постійно здіймали повстання, що безжально придушувалися Дарієм. У ті часи в Персії сповідували зороастризм і єдність країни може бути пояснена об'єднавчим впливом цієї релігії, що широко сповідається.
Дарій був покровителем мистецтва, про що свідчать величні палаци, що звичайно будувалися на високих терасах в Сузі і Персеполі.
Дарій був також завойовником. Перські володіння просунулися далеко на схід, аж до річки Аріус (Геріруд), яка розташована на території сучасного Афганістану і Пакистану. Єгипет був змушений постійно відбиватися від Дарія і, попри те, що це спричиняло невдоволення і повстання, подальші перські царі утримували тут панівне положення. Дарій також просунувся в своєму завоюванні далеко на північ до Дануба.

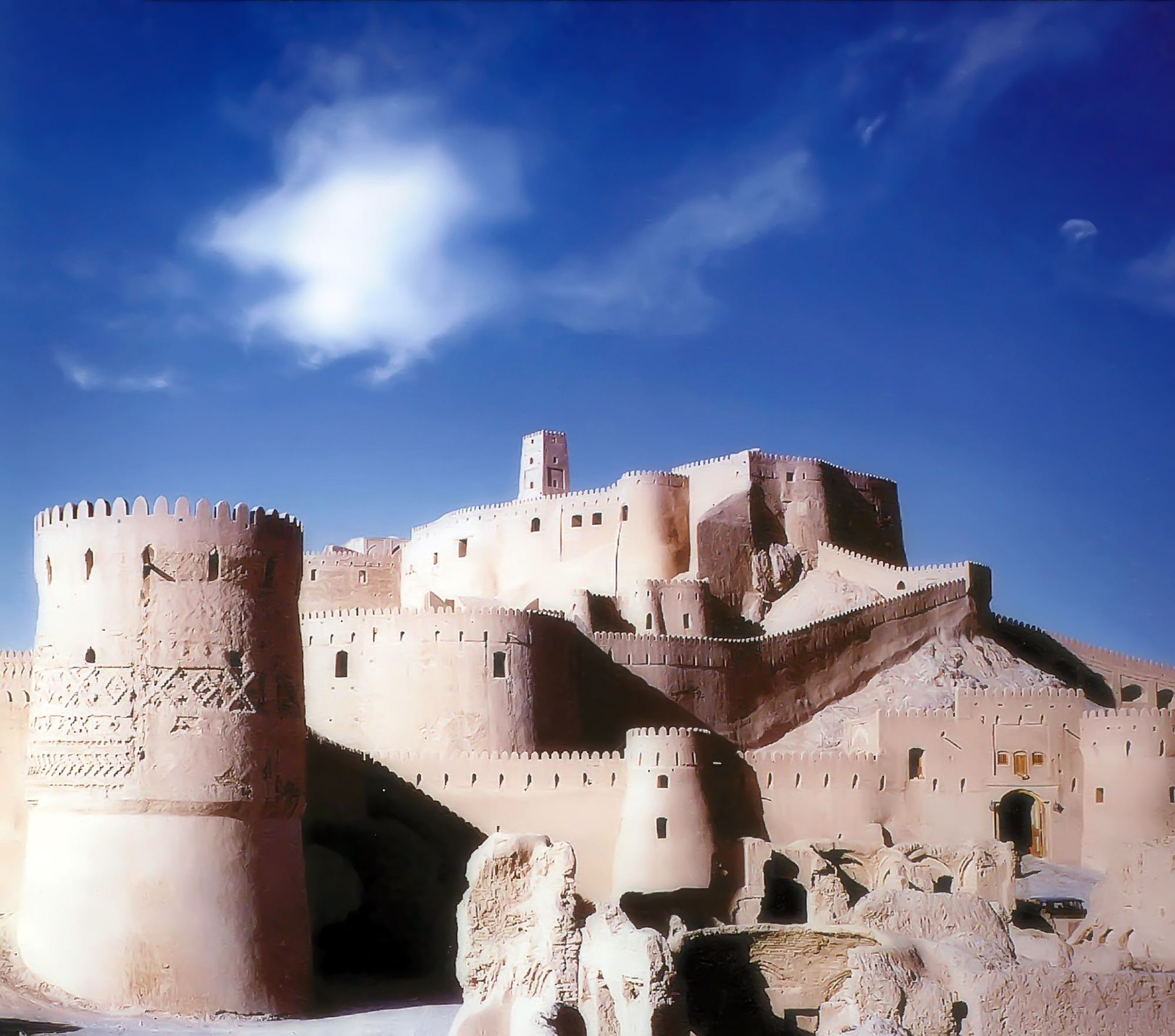
Фортеця Арг-е Бам, 500 р. до н. е.

На початку V століття до нашої ери окремі міста почали боротьбу за самостійність. Дарій придушив повстання і організував військову експедицію до Греції, щоб покарати деякі міста-держави, які допомагали повсталим народам. Ця експедиція почала перську війну.

#### Ксеркс I
486 до н. е. трон успадкував наступник Дарія Ксеркс I. Пізніше відбулася битва при Марафоні, яка закінчилася перемогою греків.
Греки зробили успішну спробу кинути виклик пануванню великого царя. Однак внаслідок грецької перемоги постраждала сама Греція, водночас Персія не зазнала значних втрат. Ніщо не могло перешкодити Персії втручатися у внутрішні справи Греції. Перський вплив був сильним і перське золото допомагало грецьким містам-державам в нескінченних усобицях і боротьбі за владу.

#### Артаксеркс
У часи Артаксеркса ускладнилась підтримка порядку в такій великій імперії. Деякі з губернаторів (сатрапів) зазіхнули на управління країною, єгиптяни, підтримувані афінянами, почали тривалі повстання. Найвідомішими зіткненнями між династіями було повстання Кіра Молодшого проти Артаксеркса II, яке призвело до смерті Кіра в битві біля Кунаксе (401 рік до нашої ери). Поразка Кіра була зафіксована в «Анабазисі» Ксенофонта, можливо, значущість повстання Кіра була дуже перебільшена, але це було свідченням розкладання імперії.

### Грецьке панування

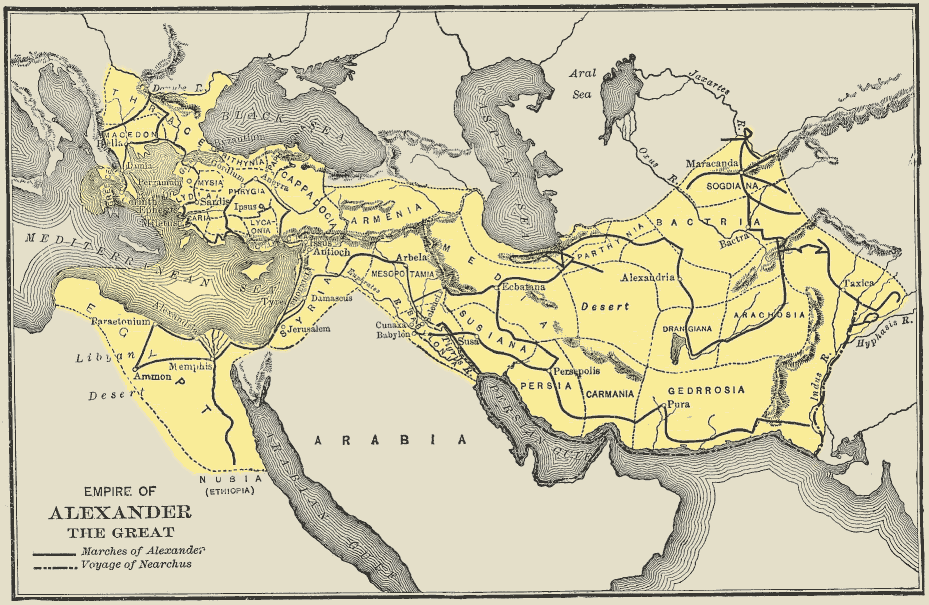
Імперія Александра

Послаблена нескінченими заколотами, повстаннями і міжусобицями, держава Ахеменидів не встояла перед арміями Александра Великого. 40 000 македонців 334 до н. е., перетнули Геллеспонт, висадились на азійському континенті, розбили перські війська на річці Граник і двічі розгромили великі армії під командуванням бездарного Дарія III — в битві при Іссі (333 до н. е.) на південному заході Малої Азії і при Гавгамелах (331 до н. е.) в Месопотамії.
Останній з великих царів Дарій III утік від завойовників на схід у віддалену провінцію Бактрія, де був убитий своїм сатрапом Бессом, котрий проголосив себе Артаксерксом V, і почав боротьбу проти македонців. Згодом тіло Дарія III знайшов Александр
Здобувши Вавилон і Сузи, Александр вирушив до Персеполя і спалив його, перебуваючи у стані найсильнішого сп'яніння. Це, як він оголосив пізніше, була помста Греції за спалені Ксерксом Афіни. Гіршман наводить кілька доводів (однак недостатньо переконливих) на підтримку того, що Персеполь був охоплений полум'ям внаслідок нещасного випадку. За іронією долі, минула слава Персеполія представлена в різних історичних джерелах досить широко, водночас Сузи, які Александр пощадив, перетворилися на невеликий пагорб.
Александр продовжив свій похід на північ і, перемігши Бесса, захопив усю імперію.
Понад чотири роки Александр провів на сході Іранського нагір'я, засновуючи численні грецькі колонії. Потім він повернув на південь і завоював перські провінції на території, яка нині є Західним Пакистаном. Після цього він вирушив у похід в долину Інда. Повернувшись 325 до н. е. в Сузи, Александр став активно заохочувати своїх солдатів брати собі в дружини персіянок, плекаючи ідею про єдину державу македонців і персів. 323 до н. е. Александр у віці 33 років помер від хвороби, яка перебігала з гарячкою, у Вавилоні. Завойована ним величезна територія одразу була поділена між його полководцями, які суперничали між собою. І хоча задум Александра Македонського об'єднати грецьку та перську культуру не здійснився, численні колонії, засновані ним і його наступниками, протягом століть зберігали своєрідність своєї культури і впливали на місцеві народи і їхнє мистецтво.

### Держава Селевкідів
Після смерті Александра Великого Іранське плоскогір'я увійшло до держави Селевкідів, яка називається по імені одного із його полководців. Незабаром місцева шляхта почала боротьбу за незалежність. В сатрапії Парфія, що розташована на південному сході від Каспійського моря в місцевості, відомій під назвою Хорасан, повстало кочове плем'я парнів, які вигнали намісника Селевкідів. Першим правителем Парфянської держави став Аршак І (правив з 250 по 248/247 р. до н. е.).

### Парфянська держава Аршакідів

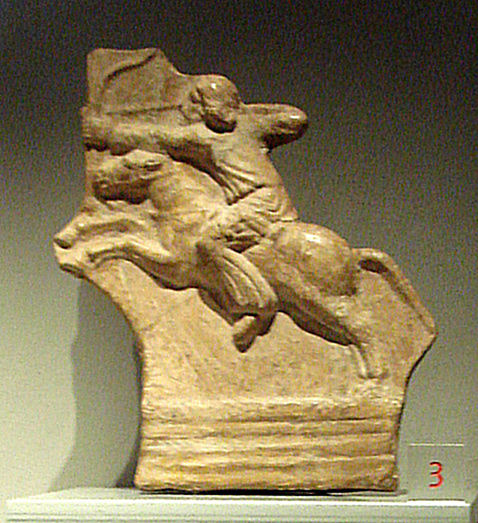
Парфянський вершник

Мідія Атропатена (Азербайджан) ніколи не перебувала під впливом Селевкидів. Правителі Бактрії були майже незалежні і, піднявши повстання в середині III сторіччя, досягли абсолютної незалежності. Водночас сатрап Парфії Андрагор також проголосив незалежність, але згодом парфяни під керівництвом Аршакідів скинули його владу та створили Парфянську імперію, проголосивши її спадкоємницею старої Перської імперії. Попри те, що у часи правління парфян (Тірідатс, Мітрадат I і Мітрадат II) реальні кордони не були такими великими, як в старі часи, ці кордони були неприступні, а імперія суперничала з Римом.
Римляни не змогли зупинити просування парфян на захід, внаслідок усобиць всередині Риму й амбіцій різних правителів. Столицею парфян було місто «ста воріт» біля Дамгану, через деякий час ним став Рей біля Тегерану, а пізніше — Хамадан. Взимку столиця переїжджала до Ктесифону біля Багдаду. Парфяни правили з 256 року до нашої ери до 226 року нашої ери. В епоху парфян з Іраном межували: кавказькі держави — на півночі, Індія — на сході, Тігріз — на заході. Парфяни встановили митниці, збираючи 5 % з імпортованого товару.

### Держава Сасанідів

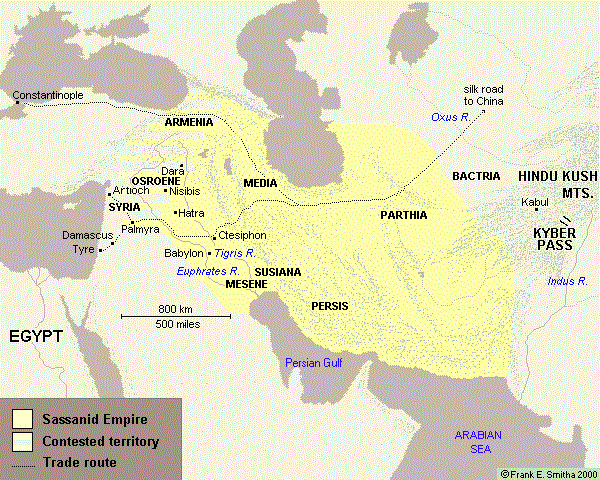
Володіння Ардашира I

Ардашир (правив з 224 по 241) заснував нову перську імперію, відому як держава Сасанідів (від стародавнього перського титулу «сасан», або «командир», або від імені його предка Сасана). Його син Шапур І (правив з 241 по 272) зберіг елементи попередньої феодальної системи, але створив надзвичайно централізовану державу. Армії Шапура спочатку рушили на схід і зайняли все Іранське плоскогір'я до Інду, а потім повернули на захід проти римлян. В битві при Едесі (поблизу сучасної Урфи, Туреччина) Шапур захопив в полон римського імператора Валеріана разом з його 70-тисячною армією. Полонених, серед яких були архітектори й інженери, змусили працювати на будівництві доріг, мостів й іригаційних систем в Ірані.
Протягом кількох століть в династії Сасанідів змінилось близько 30 правителів; часто наступників призначали вище духовенство і феодальна шляхта. Династія вела безперервні війни з Римом. Шапур II, посівши трон 309, за 70 років свого правління тричі воював з Римом. Найвеличнішим із Сасанідів вважається Хосров І (правив з 531 по 579), якого називали Справедливим або Ануширваном («Безсмертна душа»).
При Сасанідах була встановлена чотириступенева система адміністративного поділу, запроваджна фіксована ставка земельного податку і здійснювались численні проєкти штучного зрошення. На південному заході Ірану збереглись сліди цих іригаційних споруд. Суспільство ділилось на чотири прошарки: воїнів, жерців, писарів і простолюдинів. До останніх належали селяни, торгівці і ремісники. Перші три прошарки користувались особливими привілеями і, в свою чергу, мали кілька градацій. Із навищої градації, сардарів, призначались намісники провінцій. Столицею держави був Бішапур, найважливішими містами — Ктесифон і Гундешапур (останній славився як центр медичної освіти).
Після падіння Риму місце традиційним ворогом Сасанідів стала Візантія. Порушивши договір про перемир'я, Хосров І вдерся до Малої Азії і 611 захопив і спалив Антіохію. Його онук Хосров II (правив з 590 по 628), прозваний Парвіз («Непереможний»), ненадовго повернув персам славу минулих століть часів Ахеменідів. Впродовж кількох походів він фактично розгромив Візантійську імперію, але візантійський імператор Іраклій здійснив сміливий кидок перськими тилами. 627 армія Хосрова II зазнала нищівної поразки при Ніневії в Месопотамії, Хосров був усунутий і зарізаний власним сином Кавадом II, який помер за кілька місяців.
Могутня держава Сасанідів виявилась без правителя, зі зруйнованою соціальною структурою, виснажена внаслідок довгих війн з Візантією на заході і з центральноазійськими тюрками на сході. Протягом п'яти років змінилося дванадцять правителів, які марно намагалися навести порядок. 632 Єздигерд III протягом кількох років відновив центральну владу, але цього виявилось недостатньо. Виснажена імперія не могла протистояти натиску воїнів ісламу, що рвалися на північ Аравійського півострова. Перший нищівний удар вони завдали 637 в битві при Кадіспі, внаслідок чого впав Ктесифон. Остаточну поразку Сасаніди зазнали 642 в битві при Нехавенді в центральній частині плоскогір'я. Єздигерд III втік, його вбивство 651 ознаменувало кінець епохи Сасанідів.

## Технології

### Іригація
Вся економіка Стародавньої Персії базувалася на сільському господарстві. Кількість опадів на Іранському плоскогір'ї недостатня для ведення екстенсивного землеробства, тому персам доводилось покладатися на іригацію. Нечисленні і неповноводні річки плоскогір'я не забезпечували достатньої кількості води, і влітку вони пересихали. Перси розробили унікальну систему підземних каналів-канатів. Біля підніжжя гірських хребтів виривались глибокі колодязі, які проходили крізь тверді, але пористі шари гравію що підходили до водонепроникних глин, які утворюють нижній кордон водоносного горизонту. В колодязях збиралась тала вода з гірських вершин, що вкривались взимку товстим шаром снігу. Від цих колодязів прокопувались підземні водоводи висотою в людський зріст з розміщеними через рівні проміжки вертикальними шахтами, крізь які надходили світло і повітря для робітників. Водоводи виходили на поверхню і цілий рік були джерелом води.
Штучне зрошення за допомогою дамб і каналів, що зародилось і широко використовувалось на рівнинах Месопотамії, розповсюдилось і на подібну за природними умовами територію Еламу, якою протікають кілька річок. Ця територія, відома нині як Хузестан, густо порізана сотнями стародавніх каналів. Іригаційні системи досягли свого найвищого розвитку в Сасанідський період. На початок XXI століття збереглись численні залишки гребель, мостів і акведуків, які побудували при Сасанідах. Оскільки вони були спроєктовані захопленими в полон римськими інженерами, то нагадують споруди, що зустрічаються у Римській імперії.

### Транспорт
Річки Ірана несудноплавні, але в інших частинах імперії Ахеменідів водний транспорт буд добре розвинений. 520 до н. е. Дарій І Великий реконструював канал між Нілом і Червоним морем. В Ахеменідський період здійснювалось масштабне будівництво суходольних шляхів, однак бруковані дороги споруджувались переважно в болотистих і гірських районах. Значні ділянки вузьких, мощених каменем доріг, побудовані при Сасанідах, зустрічаються на заході і півдні Ірану. Незвичним для того часу був вибір місця спорудження доріг. Вони прокладались не долинами вздовж берегів річок, а гребенями гір. В долини дороги спускались тільки, щоб перейти на інший берег в стратегічно важливих місцях, для чого споруджувались масивні мости.
Вздовж доріг на відстані денного шляху одна від одної були побудовані поштові станції, де міняли коней. Діяла дуже ефективна поштова служба, причому поштові кур'єри долали до 145 км в день. Найбільш значною була «царська дорога» довжиною 2400 км, що пролягала від Суз до середземноморського узбережжя.

## Економіка
Основою економіки Стародавньої Персії було сільськогосподарське виробництво.
Центром розведення коней була родюча область в горах Загроса, розташована по сусідству з трансазійським торговим шляхом. Іранці зі стародавніх часів почали використовувати верблюдів як в'ючних тварин; в Месопотамії цей «вид транспорту» потрапив із Мідії бл. 1100 до н. е.

### Торгівля
Численні столиці давніх іранських царств були розташовані вздовж найважливішого торгового шляху між Середземномор'ям і Далеким Сходом або на його відгалуженні до Перської затоки. В усіх періодах іранці відігравали роль проміжної ланки — вони охороняли цей шлях і залишали у себе частину товарів, що перевозились. При розкопках в Сузах і Персеполі були знайдені чудові вироби із Єгипту. На рельєфах Персеполя зображені представники всіх сатрапій держави Ахеменідів, які підносять дари великим володарям. З часів Ахеменідів Іран експортував мармур, алебастр, свинець, бірюзу, ляпіс-блакить (глазурит) і килими.

### Монети
Ахеменіди створили казкові запаси золотих монет, викарбуваних у різних сатрапіях.
Александр Македонський запровадив єдину срібну монету для всієї імперії.
Парфяни повернулись до золотої грошової одиниці.
В часи Сасанідів в обігу переважали срібні і мідні монети.

### Маєтки
Система великих феодальних маєтків, що склалась при Ахеменідах, дожила до періоду Селевкідів, але правителі цієї династії значно полегшили становище селян. В парфянський період величезні феодальні маєтки були відновлені, і при Сасанідах ця система не змінилась.

### Податки
Всі держави намагались отримати максимальні прибутки і встановлювали податки на селянські господарства, худобу, землю, запровадили подушні податки, збирали податки за проїзд дорогами. Податки і збори стягувались імперською монетою або натурою. Наприкінці Сасанідського періоду кількість і розмір поборів перетворились в нестерпний тягар для населення, і цей податковий тиск зіграв вирішальну роль в розпаді соціальної структури держави.

## Політична і соціальна організація
Всі перські правителі були монархами, що керували підданими «волею богів». Абсолютною ця влада була теоретично, насправді вона обмежувалась впливом спадкових великих феодалів. Правителі намагались домогтися стабільності за допомогою шлюбів з родичами, а також брали в дружини дочок потенційних або дійсних ворогів — внутрішніх й іноземних. Однак правлінню монархів і спадковості їхньої влади загрожували не тільки зовнішні вороги, а й члени їх власних родин.
Мідійський період вирізнявся дуже примітивною політичною організацією, що вельми типово для народів, які переходять до осілого способу життя.

### Організація держави Ахеменідів
Якщо не враховувати кількох коротких ахеменідських написів, головні свідчення про державу Ахеменідів є в роботах грецьких істориків. Навіть імена перських царів увійшли в історію у грецькому написанні. Наприклад, імена царів, відомих сьогодні як Кіаксар, Кір і Ксеркс, перською вимовляються як Увахштра, Куруш і Хшаяршан.
Головним містом держави були Сузи. Вавилон і Екбатана вважались адміністративними центрами, а Персеполь — центром ритуального і духовного життя. Держава була розділена на двадцять сатрапій, або провінцій, на чолі яких стояли сатрапи. Сатрапами ставали представники перської знаті, а сама посада успадковувалась. Таке поєднання влади абсолютного монарха і наполовину незалежних намісників було особливістю політичного устрою країни протягом багатьох століть. Сатрапи несли повну відповідальність за стан справ в своїх провінціях, але могли зазнати неочікованої перевірки інспекторами, яких називали очима і вухами царя. Царський суд постійно підкреслював важливість правосуддя і тому безперервно переїжджав із однієї сатрапії до іншої.
Незважаючи на те, що по всій імперії була запроваджена єдина адміністративна система, єдина грошова одиниця і єдина офіційна мова, багато з підвладних народів зберігали свої звичаї, релігію і місцевих правителів. Період правління Ахемедінів відрізнявся терпимістю. Довгі роки миру при персах сприяли розвитку міст, торгівлі і сільського господарства. Процвітали розробка вугільних шахт і сільське господарство, а також вишивання, килимоткацтво, розвивалася хімічна наука.
Ахеменіди дуже сильно пишались своїм походженням. Бехистунський напис, вибитий на скелі за наказом Дарія І, каже: «Я, Дарій, великий цар, цар царів, цар країн, заселених всіма народами, давно вже цар цієї великої землі, що сягає ще далі, син Гістапса, Ахеменід, перс, син перса, арій, і пращури мої були аріями».
Цивілізація Ахеменідів була конгломератом звичаїв, культури, суспільних інститутів та ідей, які існували в усіх частинах Стародавнього Світу.

### Грецький період
Александр Македонський одружився з донькою Дарія III, зберіг сатрапії і звичай подати додолу перед царем. Селевкіди перейняли від Александра ідею злиття рас і культур на гігантських просторах від Середземного моря до Інду. В цей період відбувався швидкий розвиток міст, що супроводжувалось елінізацією персів й іранізацією греків. Однак серед правителів не було іранців, і їх завжди вважали чужинцями. Іранські традиції зберігались в районі Персеполя, де будувались храми в стилі епохи Ахеменідів.

### Парфянський період
Парфяни намагались об'єднати давні сатрапії. Вони зіграли також важливу роль в боротьбі з кочівниками із Центральної Азії, що наступали зі сходу на захід. Як і раніше, на чолі сатрапії стояли спадкові намісники, новим фактором стала відсутність природної наступності царської влади. Легітимність парфянської монархії перестала бути беззаперечною. Наступник обирався радою, яка складалася зі шляхти, що призводило до нескінченної боротьби між різними угрупуваннями.

### Сасанідський період
Сасанідські царі спробували відродити дух і початкову структуру держави Ахеменідів, частково відновивши його жорстку соціальну організацію. В спадному порядку розміщувались васальні князі, спадкові аристократи, знать і лицарі, жерці, селяни, раби. Державним адміністративним апаратом керував перший міністр, якому підпорядковувались кілька міністерств, зокрема військове, юстиції і фінінсів, кожне з яких мало свій штат чиновників. Верховним суддею був цар, правосуддя здійснювали жерці.

## Військо
За правління Ахеменідів перська армія за складом і тактикою відрізнялась від попередніх державних армій, для яких були типовими колісниці і піхота. Головною ударною силою перських військ стали кінні лучники, які засипали супротивника хмарою стріл, не вступаючи при цьому з ним в пряме зіткнення. Армія складалася з шести корпусів по 60 000 воїнів в кожному і елітних з'єднань з 10 000 осіб, відібраних зі знатних родин, які називались «безсмертними»; вони ж були особистою охороною правителя. Однак під час походів до Греції, а також при правлінні останнього царя Дарія III, в бій йшла величезна маса кінноти, колісниць і піхоти, якою неможливо було керувати і яка не здатна була маневрувати на невеликих просторах і найчастіше поступалась дисциплінованій піхоті греків.

## Релігія
В давні часи був широко розповсюджений культ великої богині-матері, символу дітонародження і плодючості. В Еламі її називали Кірісіша, і протягом всього парфянського періоду її зображення відливались на луристанських бронзових виробах і виконувались у вигляді статуеток із теракоти, кісток, слонових кісток і металів.
Жителі Іранського плоскогір'я поклонялись і багатьом богам Месопотамії. Після того як перша хвиля аріїв пройшла Іран, тут з'явились такі індоіранські божества, як Мітра, Варуна, Індра і Насатья. В усіх віруваннях обов'язково була присутня пара божеств — богиня, яка уособлювала Сонце і Землю, та її чоловік, який уособлював Місяць і природні явища. Місцеві боги називались іменами племен і народів, які їм поклонялись. В Еламі були свої божества — богиня Шала і її чоловік Іншушинак.

### Ахеменідський період
Ахеменідський період відзначився рішучим поворотом від політеїзму до більш універсальної системи, що відображала вічну боротьбу між добром і злом. Найраніший із написів цього періоду — металева дощечка, виготовлена до 590 р. до н. е., — з іменем бога Агура Мазди (Ахура Мазди). Напис може бути відображенням реформи маздаїзму (культа Агура Мазди), яка була здійснена пророком Заратуштрою, або Зороастром, про що розповідається в Гатах, стародавніх священних гімнах.
Ахура Мазда уособлював добрий початок, істину і світло, очевидно, на противагу Ариману (Ангра Майнью), що уособлював злий початок, хоча саме поняття Ангра Майнью могло з'явитись пізніше. В написах Дарія згадується Ахура Мазда, а рельєф на його могилі зображає поклоніння цьому божеству у жертовного вогню. Літописи дають підставу вважати, що Дарій і Ксеркс вірили в безсмертя. Поклоніння священному вогню відбувалось всередині храмів і на відкритих місцях. Маги, першопочатково члени одного із мідійських кланів, перетворились у спадкових жерців. Вони наглядали за храмами, турбувались про укріплення віри, виконуючи певні ритуали. Шанувалась етична доктрина, заснована на добрих думках, добріх словах і добріх справах. Протягом всього Ахеменидського періоду правителі досить терпимо ставились до місцевих божків, а починаючи з правління Артаксеркса II стародавній іранський бог сонця Мітра і богиня плодовитості Анахіта отримали офіційне визнання.

### Парфянський період
Парфяни в пошуках власної офіційної релігії звернулись до іранського минулого і зупинились на маздаїзмі. Традиції були кодифіковані, а маги отримали колишню владу. Офіційним визнанням, а також популярністю в народі продовжував користуватися культ Анахіти, а культ Мітри перетнув західні кордони царства і розповсюдився на більшій частині Римської імперії. На заході Парфянського царства терпимо ставились до християнства, яке отримало тут широке розповсюдження. Водночас у східних регіонах імперії грецькі, індійські й іранські божества з'єднались в єдиному греко-бактрійському пантеоні.

### Сасанідський період
При Сасанідах спадковість була збережена, але при цьому відбулись деякі важливі зміни в релігійних традиціях. Маздаїзм пережив більшість ранніх форм Заратуштри і виявився пов'язаним з культом Анахіти. Щоб суперничати на рівних з християнством і юдаїзмом, була створена священна книга зороастрійців Авеста, збірник давніх віршів і гімнів. Маги, як і раніше, очолювали жерців і були вартовими трьох великих національних вогнів, а також святих вогнів в усіх важливих поселеннях. Християни до того часу вже давно зазнавали переслідувань, їх вважали ворогами держави, оскільки ототожнювали з Римом і Візантією, але на кінець правління Сасанідів ставлення до них стало більш терпимим і в країні процвітали общини несторіан.
В Сасанідський період виникли також інші релігії. В середині 3 ст. проповідував пророк Мані, який розвивав ідею об'єднання маздаїзму, буддизму і християнства і особливі підкреслював необхідність звільнення духу від тіла. Маніхейство вимагало від жерців безшлюбності, а від вірян доброчинства. Послідовники маніхейства мали дотримуватись посту і промовляти молитви, але не поклонятися зображенням і не здійснювати жертвоприношень. Шапур І прихильно ставився до маніхейства і, можливо, мав намір зробити його державною релігією, але цьому різко противились могутні жерці маздаїзму і 276 Мані був страчений. Маніхейство ще протягом кількох століть зберігалось в Центральній Азії, Сирії і Єгипті.
В кінці 5 ст. проповідував ще один релігійний реформатор — уродженець Ірану Маздак. Його етична доктрина з'єднувала елементи маздаїзму і практичні уявлення про ненасилля, вегетаріанство і громадське життя. Кавад І спочатку підтримав секту маздакійців, але офіційні жерці виявились сильнішими і 528 пророк і його послідовники були страчені. Поява ісламу поклала кінець національним релігійним традиціям Персії, але група зороастрійців втекла до Індії. Їхні нащадки, парси, досі сповідують релігію Заратуштри.

## Архітектура і мистецтво

### Ранні вироби з металу
Окрім колосальної кількості предметів із кераміки, виключно важливе значення для вивчення Стародавньої Персії мають вироби, виконані з таких довговічних матеріалів, як бронза, срібло і золото. Чимало т.з. луристанських бронз було виявлено в Луристані, в горах Загроса, під час нелегальних розкопок могил напівкочових племен. Ці унікальні зразки включали зброю, кінську збрую, прикраси, а також предмети із зображеннями сцен з релігійного життя чи обрядового призначення. Досі вчені не дійшли єдиної думки відносно того, ким і коли вони були виготовлені. Зокрема, було висунуто припущення, що вони створювались з 15 ст. до н. е. по 7 ст. до н. е., ймовірно — каситами або скіфо-кімерійськими племенами. Бронзові вироби продовжують знаходити в провінції Азербайджан на північному заході Ірану. За стилем вони суттєво відрізняються від луристанських бронз, хоча, очевидно, так само належать до одного періоду. Бронзові вироби із Північно-Західного Ірану схожі з новими знахідками, зробленими в тому ж регіоні; наприклад, схожі один на одного випадково виялені залишки кладу в Зівіє і чудовий золотий кубок, виявлений під час розкопок в Хасанлу-Тепе. Ці предмети датуються 9-7 ст. до н. е., в їхньому стилізованому орнаменті і зображенні божеств проглядається ассирійський і скіфський впливи.

### Ахеменідський період
Архітектурних пам'яток доахеменідського періоду не збереглось, хоча на рельєфах в палацах Ассирії зображені міста на Іранському плоскогір'ї. Цілком можливо, що довгий час при Ахеменідах населення плоскогір'я вело напівкочовий спосіб життя і для регіону були типовими дерев'яні споруди. На це вказують монументальні споруди Кіра в Пасагардах, зокрема його гробниця, що нагадує дерев'яний будинок з гостроверхим дахом, а також Дарія і його спадкоємців в Персеполі і їхні гробниці в сусідньому Накши-Рустемі, що є кам'яними копіями дерев'яних прототипів.
В Пасаргадах царські палаци з колонними залами і портиками були розкидані в тінистому парку.
В Персеполі при Дарії, Ксерксі і Артаксерксі ІІІ зали прийомів і царські палаци будувались на припіднятих над навколишньою місцевістю терасах. При цьому характерні були не арки, а типові для цього періоду колони, перекриті горизонтальними балками. Робочу силу, будівельні і оздоблювальні матеріали, а також прикраси доставляли з усієї країни, стиль архітектурних деталей і різних рельєфів був сумішшю художніх стилів, що переважали тоді в Єгипті, Асирії і Малій Азії.
При розкопках в Сузах знайдені частини палацового комплексу, будівництво якого почали при Дарії. План споруд і його декоративне оздоблення мають більший ассиро-вавилонський впливом, ніж палаци в Персеполі.
Ахеменідське мистецтво також вирізнялось змішаними стилями та еклектикою. Воно представлено різьбою по каменю, бронзовими фігурками, статуетками із дорогоцінних металів і ювелірними виробами. Найкращі ювелірні вироби були знайдені в зробленій випадково, відомій як Амудар'їнський скарб.
На деяких барельєфах Персеполя зображені царі під час урочистих прийомів або такими, що перемагають міфічних звірів, а вздовж сходів у великому залі прийомів Дарія і Ксеркса вишикувалась царська охорона і видно довгу процесію народів, що приносять данину володарю.

### Парфянський період
Більшість архітектурних пам'ятників Парфянського періоду знайдені на захід від Іранського нагір'я і мають мало іранських рис. В цей період з'являється елемент, який буде широко використовуватись в усій наступній іранській архітектурі. Це так званий айван, прямокутний склепінчастий зал, відкритий зі боку входу. Парфянське мистецтво було ще більш еклетичним, ніж мистецтво Ахеменідського періоду. В різних частинах держави виготовлялись різні за стилем вироби: еліністичні, буддійські, греко-бактрійські. Для прикрашання використовувались гіпсові фризи, різьба по каменю і настінний живопис. В цей період популярністю користувались глазуровані глиняні вироби, попередники кераміки.

### Сасанідський період
Багато споруд Сасанідського періоду в порівняно хорошому стані. Більшість із них були складені із каменю, хоча використовувалась і обпалена цегла. Серед збережених будівель — царські палаци, храми вогню, греблі і мости, а також цілі квартали міст. Місце колон з горизонтальним перекриттям зайняли арки і склепіння; квадратні приміщення увінчались куполами, широко використовувались арочні прорізи, багато будівель мали айвани. Куполи підтримували чотири тромпи, склепінчасті конструкції конусоподібної форми, які перекривали кути квадратних приміщень.
Руїни палаців збереглись в Фізузабаді і Сервестані, на південному заході Ірану, і в Касрі-Ширині, на західній околиці плоскогір'я. Найбільшим вважався палац у Ктесифоні, на річці Тигр, відомий як Таки-Кисра. В центрі його був гігантський айван зі склепінням висотою 27 м і відстанню між опорами 23 м. Збереглося понад 20 храмів вогню, основними елементами яких були квадратні приміщення, увінчані куполами й іноді оточені склепінчатими коридорами. Зазвичай, такі храми споруджувались на високих скелях, щоб відкритий священний вогонь було видно здалеку. Стіни будівлі вкривались штукатуркою, на яку наносився виконаний технікою насічки малюнок. Численні вирізьблені в скелях рельєфи зустрічаються по берегам водойм, що живились весняними водами. На них зображені царі перед Агурамаздою або такі, що перемагають своїх ворогів.
Вершиною Сасанідського мистецтва є тканини, срібні блюда і кубки, більшість з яких виготовлялись для царського двору. На тонкій парчі виткані сцени царського полювання, фігури царів в урочистому вбранні, геометричні і квіткові орнаменти. На срібних чашах зустрічаються виконані технікою видавлювання або аплікації зображення царів на троні, батальних сцен, танцівниць, звірів і священних птахів. Тканини, на відміну від срібних блюд, виконані в стилях, що прийшли із заходу. Крім того, знайдені вишукані бронзові курильниці і широкогорлі кувшини, а також глиняні вироби з барельєфами, вкритими блискучою глазур'ю. Змішування стилів не дозволяє точно датувати знайдені предмети і визначити місце виготовлення більшості з них.

## Писемність
Стародавня писемність Ірану представлена поки ще не розшифрованими написами на протоеламській мові, якою розмовляли в Сузах близько 3000 до н. е. Більш розвинені писемні мови Месопотамії швидко розповсюдились в Персії, тому в Сузах і на Іранському плоскогір'ї багато століть населення користувалось акадською мовою.
Арії, які прийшли на Іранське плоскогір'я, принесли з собою індоєвропейські мови, що відрізнялись від семітських мов Месопотамії. В Ахеменідський період царські написи, викарбувані на скелях, були паралельними колонками з давньоперською, еламською і вавилонською мовами. Протягом всього Ахеменідського періоду царські документи і приватна переписка здійснювались клинописом на глиняних табличках або письмом на пергаменті. При цьому у вжитку були принаймні три мови: давньоперська, арамейська і еламська.

### Грецький період
Александр Македонський запровадив давньогрецьку мову, його вчителі навчили близько 30 000 молодих персів зі знатних сімей давньогрецької мови і військової науки. У великих походах Александра супроводжувала велика кількість географів, істориків і писарів, які записували все що відбувалося день за днем і знайомили з культурою всіх народів, що зустрічалися на шляху. Особливу увагу приділяли мореплавству і встановленню морського сполучення. давньогрецька мова продовжувала використовуватись і при Селевкідах, водночас в районі Персеполя збереглася староперська мова. Як мова торгівлі, давньогрецька використовувалася протягом всього Парфянського періоду, але головною мовою Іранського плоскогір'я стала середньоперська, що була якісно новим етапом розвитку староперської. За багато століть арамейське письмо, що використовувалось для написів староперською мовою, перетворилось в пехлевійське письмо з нерозвинутим і незручним алфавітом.

### Сасанідський період
В Сасанідський період середньоперська мова стала офіційною і основною мовою жителів плоскогір'я. Її писемність була заснована на варіанті пехлевійської графіки, відомої як пехлевійсько-сасанідське письмо. Священні книги Авести записувались особливим способом — спочатку зендом, а потім — авестійською мовою.

## Наука
В Стародавньому Ірані наука не піднялась на ті висоти, яких вона досягла в сусідній Месопотамії. Дух наукового і філософського пошуку пробудився лише в Сасанідський період. З грецької, латинської та інших мов були перекладені важливі роботи. Саме тоді на світ з'явилися Книга Великих Подвигів, Книга чинів Країни Ірану і Книга Царів. Інші роботи цього періоду збереглись тільки в пізнішому арабському перекладі.

## Інтернет-ресурси
- Давня Персія
- Eintrag in der Encyclopædia Iranica (EIr)